# Faro San Gonzalo
El Faro Cabo San Gonzalo es un faro no habitado de la Armada Argentina que se encuentra en la ubicación 54°58′00″S 65°58′00″O / -54.96667, -65.96667, en la bahía Aguirre sobre la entrada del Canal Beagle, en el departamento Ushuaia de la provincia de Tierra del Fuego, Antártida e Islas del Atlántico Sur (Argentina). Originalmente estaba planeado que se erigiera en otro lugar, pero debido a dificultades topográficas se lo hice finalmente sobre la punta Kinnaird.
El faro fue librado al servicio el día 20 de diciembre de 1928. En 1970 se decidió su reemplazo porque la estructura se encontraba muy deteriorada, siendo la nueva inauguración el 4 de mayo de 1970. La nueva estructura era una torre troncopiramidal de hierro, con franjas horizontales rojas y amarillas alternadas y cuya altura total era de 7 metros, otorgándole un alcance óptico de 7,2 millas. Desde el 10 de abril de 1985, su luz fue alimentada por energía solar fotovoltaica, por medio de paneles solares. En el año 2003, debido a su deterioro estructural se renovó la torre por otra de plástico. Actualmente, es una torre cilíndrica blanca y verde. Altura 4,50 metros.